# Raiffeisen Superliga 2013/14
Die Raiffeisen Superliga 2013/14 war die 68. Saison der höchsten kosovarischen Spielklasse im Männerfußball. Sie begann am 17. August 2013 und endete im Juni 2014.
Titelverteidiger war der FC Prishtina.

## Mannschaften
| Verein             | Stadt              | Stadion                           | Kapazität |
| ------------------ | ------------------ | --------------------------------- | --------- |
| KF Besa            | Peć                | Stadiumi Shahin Haxhiislami       | 08.500    |
| KF Drenica         | Skënderaj          | Stadiumi Bajram Aliu              | 03.000    |
| KF Drita           | Gjilan             | Stadiumi i qytetit (Gjilan)       | 15.000    |
| KF Ferizaj         | Ferizaj            | Stadiumi Ismet Shabani            | 05.000    |
| KF Feronikeli      | Gllogoc            | Stadiumi i Futbollit              | 02.000    |
| KF Fushë Kosova    | Fushë Kosova       | Stadiumi i qytetit (Fushë Kosova) | 0?.000    |
| KF Hajvalia        | Hajvalia           | Stadiumi i Hajvalis               | 01.000    |
| KF Hysi            | Podujeva           | Stadiumi Merdare                  | 02.000    |
| KF Kosova Vushtrri | Vushtrria          | Stadiumi Ferki Aliu               | 05.000    |
| FC Prishtina       | Priština           | Priština-Stadion                  | 16.200    |
| KF Trepça          | Kosovska Mitrovica | Stadiumi Olympik Adem Jashari     | 29.000    |
| KF Trepça’89       | Kosovska Mitrovica | Stadiumi Riza Lushta              | 07.000    |

## Abschlusstabelle
| Pl. | Verein              | Sp. | S  | U  | N  | Tore    | Diff. | Punkte |
| --- | ------------------- | --- | -- | -- | -- | ------- | ----- | ------ |
| 1.  | KF Kosova Vushtrri  | 33  | 19 | 7  | 7  | 048:220 | +26   | 64     |
| 2.  | FC Prishtina (M, C) | 33  | 17 | 6  | 10 | 039:260 | +13   | 57     |
| 3.  | KF Trepça’89        | 33  | 16 | 5  | 12 | 045:310 | +14   | 53     |
| 4.  | KF Ferizaj (N)      | 33  | 15 | 6  | 12 | 043:350 | +8    | 51     |
| 5.  | KF Besa             | 33  | 15 | 4  | 14 | 037:360 | +1    | 49     |
| 6.  | KF Hajvalia         | 33  | 13 | 8  | 12 | 040:320 | +8    | 47     |
| 7.  | KF Drita            | 33  | 12 | 11 | 10 | 043:370 | +6    | 47     |
| 8.  | KF Drenica          | 33  | 12 | 9  | 12 | 045:420 | +3    | 45     |
| 9.  | KF Feronikeli       | 33  | 10 | 11 | 12 | 028:330 | −5    | 41     |
| 10. | KF Trepça           | 33  | 9  | 9  | 15 | 025:320 | −7    | 36     |
| 11. | KF Fushë Kosova (N) | 33  | 8  | 8  | 17 | 029:490 | −20   | 32     |
| 12. | KF Hysi             | 33  | 8  | 4  | 21 | 021:680 | −47   | 28     |

Platzierungskriterien: 1. Punkte – 2. Direkter Vergleich (Punkte, Tordifferenz, geschossene Tore) – 3. Tordifferenz – 4. geschossene Tore

| (M) | amtierender kosovarischer Meister     |
| (C) | amtierender kosovarischer Pokalsieger |
| (N) | Neuaufsteiger der letzten Saison      |